# Camponotus langi
Camponotus langi är en myrart som beskrevs av Wheeler 1922. Camponotus langi ingår i släktet hästmyror, och familjen myror.

## Underarter
Arten delas in i följande underarter:
- C. l. jejunus
- C. l. langi